# 467 (číslo)
Čtyři sta šedesát sedm je přirozené číslo. Následuje po číslu čtyři sta šedesát šest a předchází číslu čtyři sta šedesát osm. Římskými číslicemi se zapisuje CDLXVII a řeckými číslicemi υξζ.

## Matematika
467 je:
- Deficientní číslo
- Prvočíslo
- Nešťastné číslo

## Astronomie
- (467) Laura je planetka hlavního pásu, kterou objevil v roce 1901 Max Wolf

## Roky
- 467
- 467 př. n. l.